# منیفلد مویشزون
در ریاضیات، یک منیفلد مویشزون (به انگلیسی: Moishezon manifold) یک منیفلد مختلط همبند فشرده است که میدان تابع‌های مرومورفیک روی هر مؤلفه آن دارای درجۀ تعالی برابر با بُعد این منیفلد است. به زبان دیگر:
{\displaystyle dim_{\mathbb {C} }M=a(M)=tr.deg_{\mathbb {C} }\mathbb {C} (M)}
در این برابری، {\displaystyle \mathbb {C} (M)} میدان تابع‌های مرومورفیک روی {\displaystyle M} و {\displaystyle dim_{\mathbb {C} }M} نشان‌گر بُعد {\displaystyle M} است. این منیفلدها به افتخار ریاضی‌دانِ اوکراینی، بوریس مویشزون، نام‌گذاری شد که نخستین بار آن‌ها را معرفی کرد. چندگوناهای مختلطِ جبری همۀ دارای این ویژگی هستند.  به‌سخن دیگر، هر واریته جبری مختلط یک خمینۀ مویشزون است، ولی وارونِ این قضیه درست نیست. هیروناکا مثالی از یک خمینۀ مویشزون از بُعد سه ارائه کرده است که چندگونای جبری یا اسکیم نیست. مویشزون در سال ثابت کرد که یک خمینۀ مویشزون یک چندگونایِ تصویری جبری است اگر و تنها اگر یک متریک کهلر بپذیرد. در سال ۱۹۷۰، آرتین نشان داد که هر منیفلد مویشزون پذیرای ساختار یک فضای جبری است.